# 曾道群
曾道群，中华人民共和国政治人物、全国脱贫攻坚先进个人。

## 生平
曾道群任自贡市沿滩区联络镇高滩村党支部书记、村委会主任。因在脱贫攻坚战中作出突出贡献，2021年2月25日全国脱贫攻坚总结表彰大会上，曾道群被授予“全国脱贫攻坚先进个人”。